# Cimex incrassatus
Cimex incrassatus är en insektsart som beskrevs av Robert L. Usinger och Norihiro Ueshima 1965. Cimex incrassatus ingår i släktet Cimex och familjen vägglöss. Inga underarter finns listade i Catalogue of Life.